# نیترواستیک اسید
نیترواستیک اسید (به انگلیسی: Nitroacetic acid) یک ترکیب شیمیایی با شناسه پاب‌کم ۴۳۵۸۱ است. 